# Onthophagus sinicus
Onthophagus sinicus é uma espécie de inseto do género Onthophagus, família Scarabaeidae, ordem Coleoptera.
Foi descrita cientificamente por Hope em 1842.